# 225 Liberty Street
225 Liberty Street, ehemals Two World Financial Center, ist ein Wolkenkratzer in New York City. Er ist Teil des Bürokomplexes Brookfield Place und befindet sich im Stadtteil Battery Park City in Lower Manhattan.

## Beschreibung
Die 225 Liberty Street, von 1985 bis 2013 als Two World Financial Center bekannt, ist ein 197 Meter hohes Bürogebäude, das von den Architekten César Pelli aus Argentinien und Haines Lundberg Waehler sowie dem Bauingenieur Thornton Tomasetti entworfen wurde. Der Bau des Hochhauses begann 1984, die Eröffnung fand 1987 statt. Die 225 Liberty Street steht als zweithöchstes Gebäude mittig zwischen den anderen Gebäuden des Brookfield-Place-Komplexes. Südlich besitzt es ein Seitengebäude mit Kuppel analog dem Seitengebäude des Nachbargebäudes 200 Liberty Street, mit dem es mit einer Skybridge über die Liberty Street verbunden ist. An der Nordseite schließt sich das Winter Garden Atrium und dahinter die 200 Vesey Street an. Westlich liegt der Yachthafen „North Cove Marina“ am Hudson River und östlich die West Street (West Side Highway). 225 Liberty Street hat wie die drei anderen Türme des Komplexes ein markantes Kupferdach. Bei diesem Gebäude handelt es sich um eine Kuppel.
Ein Großteil von Brookfield Place (bis 2013 World Financial Center) wurde bei den Anschläge vom 11. September 2001 auf das alte World Trade Center durch den Einsturz der Zwillingstürme, die sich direkt neben dem World Financial Center befanden, schwer beschädigt. Mit einem Volumen von 250 Millionen Dollar wurde Brookfield Place vom Unternehmen Brookfield Office Properties modernisiert und 2014 der Bürokomplex in „Brookfield Place“ und das Two World Financial Center in „225 Liberty Street“ umbenannt.

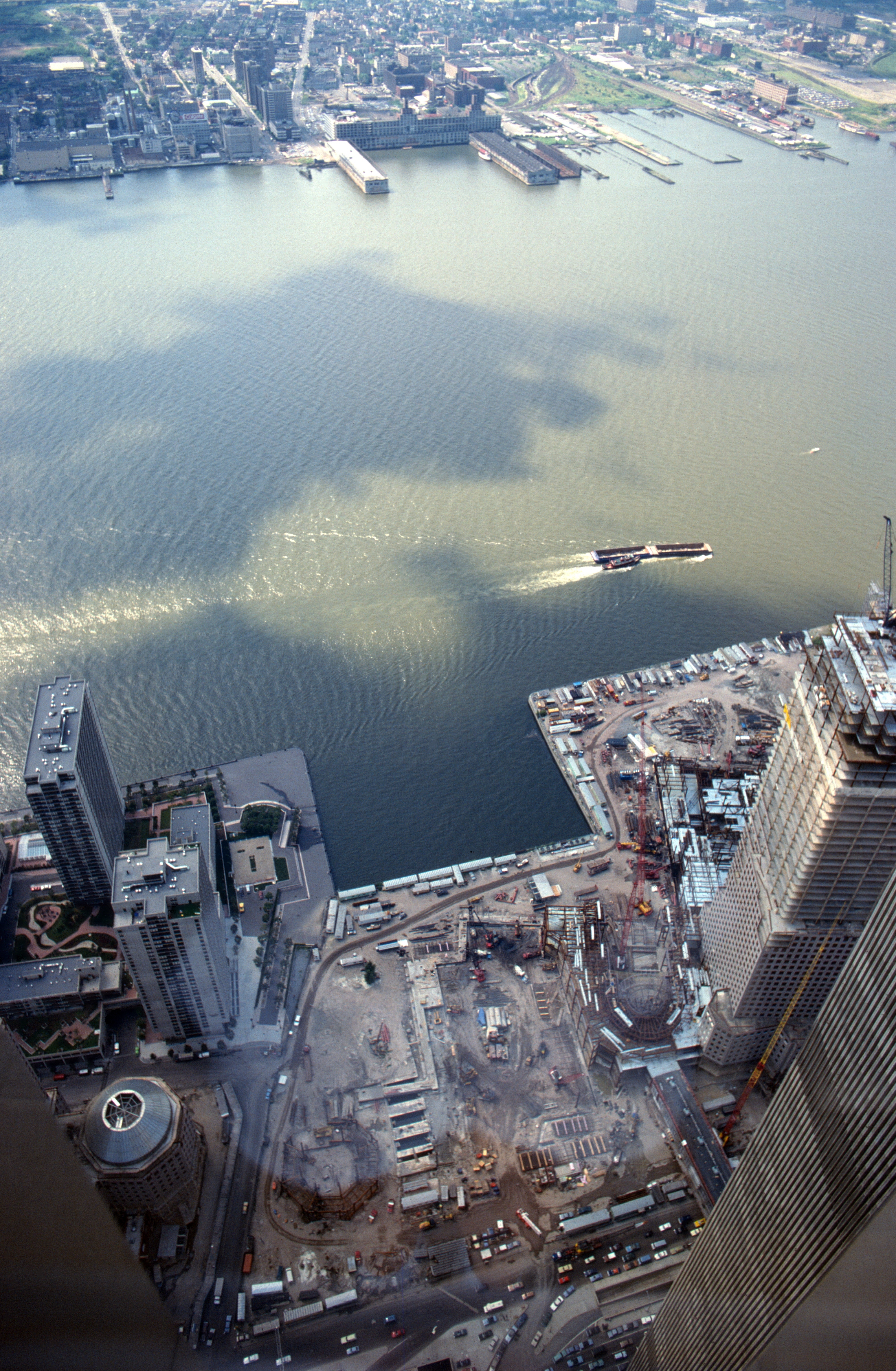
Die Baustelle 1984, Fundamentarbeiten
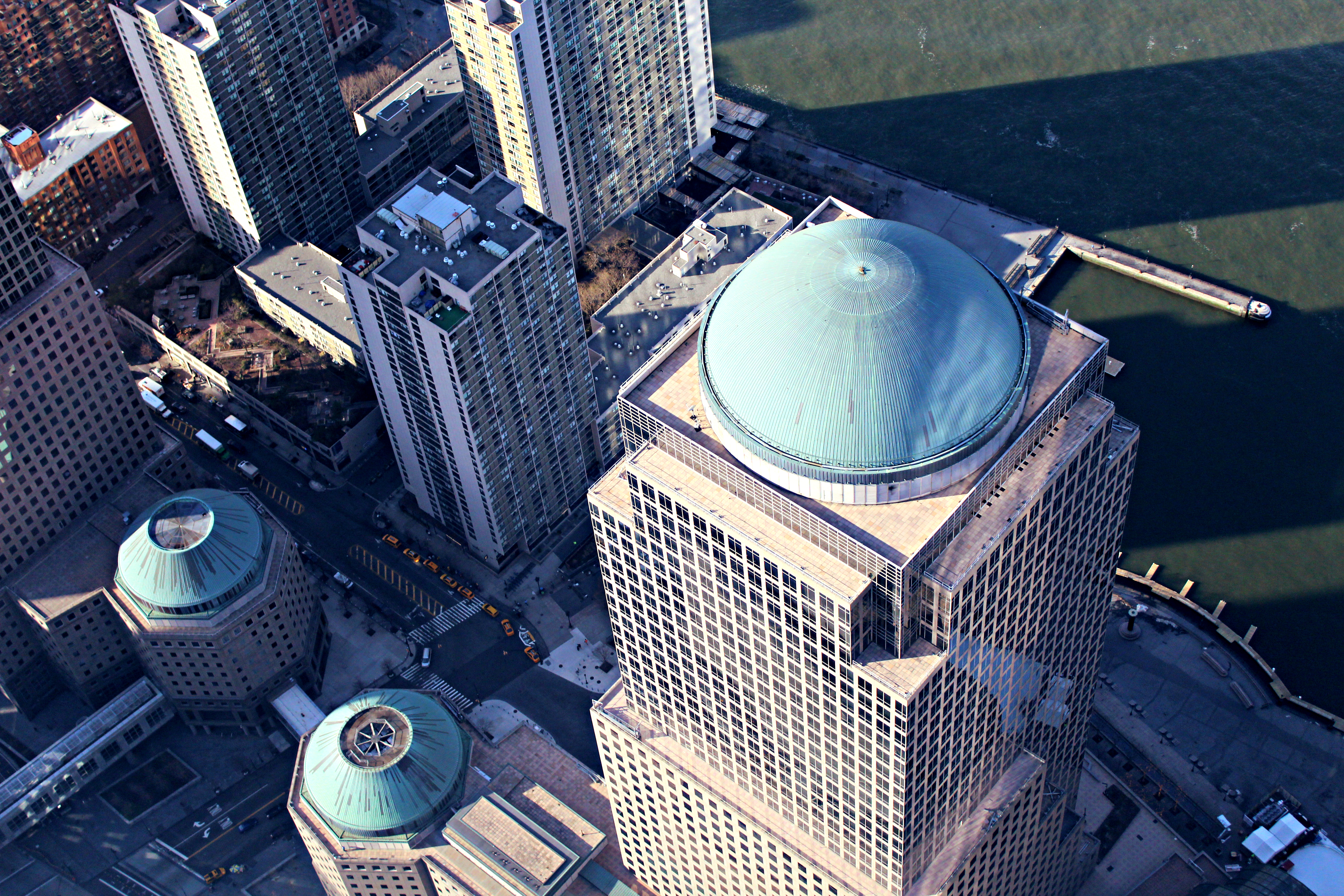
Blick von oben (vorn)
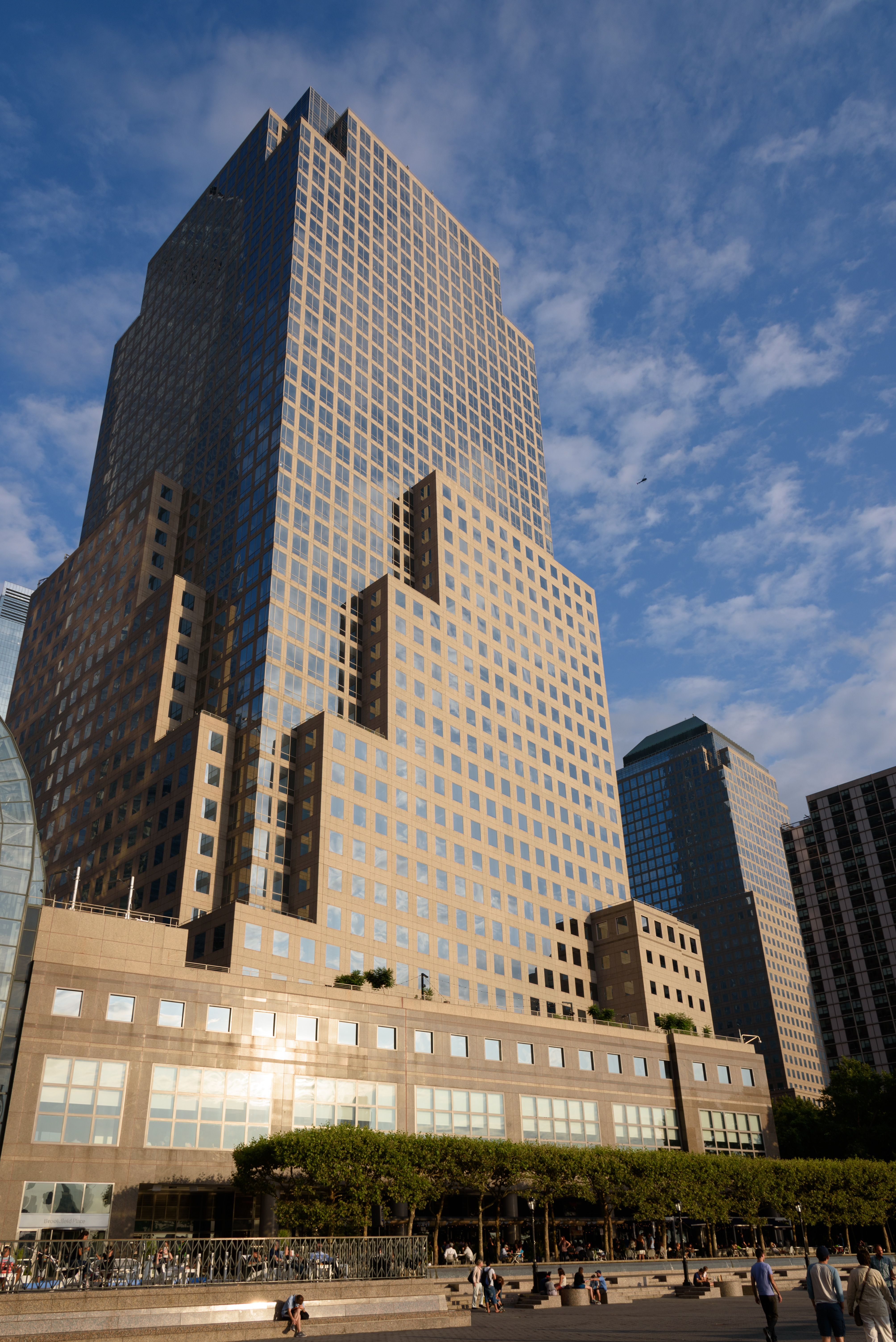
Blick von der Esplanade am Hudson
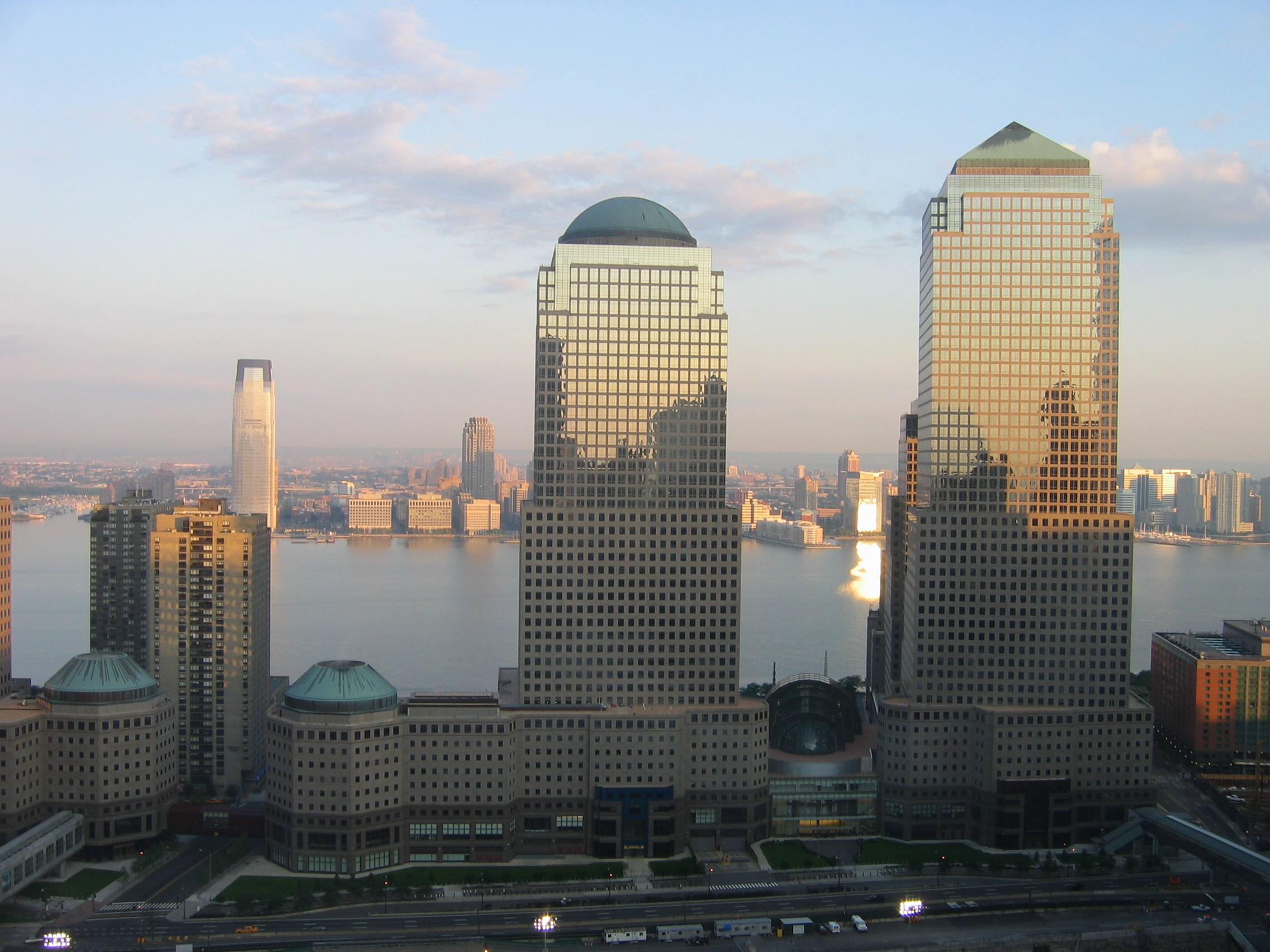
Ansicht mit Seitengebäude (Mitte)
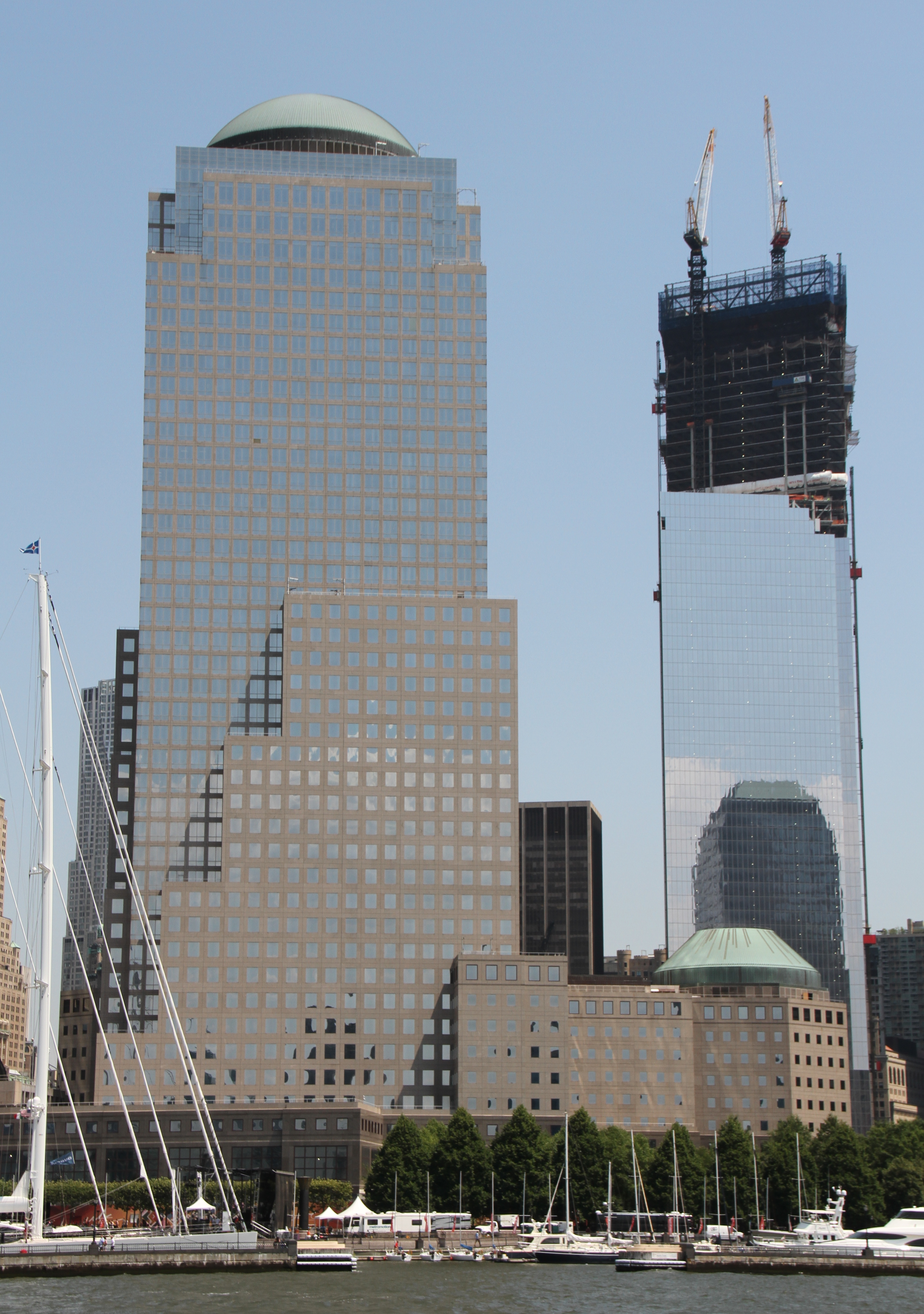
Blick vom Yachthafen